# Vogelsang (Randowtal)
Vogelsang ist ein Wohnplatz im Ortsteil Schmölln der Gemeinde Randowtal des Amtes Gramzow im Landkreis Uckermark in Brandenburg.

## Geographie
Der Ort liegt drei Kilometer nordwestlich von Schmölln. Die Nachbarorte sind Wallmow im Norden, Albrechtshof im Nordosten, Wegnershof im Osten, Schmölln im Südosten, Eickstedt und Eickstedt Ausbau im Südwesten, Rollberg im Westen sowie Grenz im Nordwesten.